# Plaza Towers
Plaza Towers es un edificio de gran altura de uso mixto en Grand Rapids, una ciudad del estado de Míchigan (Estados Unidos). Con 105 m, fue el edificio más alto de la ciudad hasta la finalización del River House Condominiums en 2008. El edificio tiene apartamentos en los pisos 8 al 14, condominios de propiedad individual en los pisos 15 al 32, y 214 habitaciones en un hotel Courtyard by Marriott en los pisos 1 al 7.

## Historia

### Construcción
La construcción comenzó en 1988 con 60 millones de dólares financiados a Havlik por Amway y un banco japonés. El edificio se inauguró en 1991 como Eastbank Waterfront Towers durante un mini boom en el desarrollo del centro. Sin embargo, experimentó importantes problemas estructurales, de fugas de agua y de HVAC, y tuvo que cerrarse y volver a revestirse por completo en 1995-1997, solo cinco años después de su apertura.
Las grietas verticales en los paneles de cemento exteriores fueron la causa de la fuga de agua, que empapó y moldeó las alfombras interiores. Las tuberías corroídas causaron problemas con el sistema de enfriamiento y los conductos de aire distribuyeron malos olores. La renovación de 36 millones de 1995 fue financiada por Amway, quien obtuvo la propiedad mayoritaria. 250 residentes y 160 empleados de la construcción fueron desplazados durante dos años durante los trabajos de renovación.
Antes de la reapertura, la cadena de hoteles Radisson abandonó el proyecto y el nombre del edificio se cambió a Plaza Towers. Eenhoorn LLC compró el edificio a Amway por 17.5 millones en 2001. La pérdida de 31.5 millones de Amway en el proyecto fue un "gesto filantrópico" para el desarrollo del centro.

### Evacuaciones por incendio
Pequeños incendios en el edificio provocaron evacuaciones en 1996, 2001, 2002 y 2010. La evacuación de 2010 se debió a un incendio en el piso 17 que causó daños por fuego y agua, pero no hubo heridos.

### Evacuaciones por inundación
La remodelación del edificio para corregir las fugas de agua relacionadas con la lluvia de las grietas exteriores desplazó a 250 residentes y 160 empleados del edificio durante dos años.
El edificio fue nuevamente evacuado el 20 de abril de 2013, cuando el Grand River inundado llenó el espacio mecánico del nivel inferior e inundó el estacionamiento del sótano con más de 7 pies de agua. Un generador en el sótano anegado envió humo negro a través de todo el edificio y aproximadamente 80 vehículos estacionados en el garaje del sótano se inundaron con hasta 11 pies de agua.
Las preocupaciones estructurales por una línea de alcantarillado sanitario debajo del edificio (que se remonta a una época en que Campau Ave. se extendía hasta Fulton, donde ahora se encuentra el edificio) hicieron que el mantenimiento del edificio mantuviera el nivel más bajo del edificio inundado hasta que el río retrocediera para evitar la erosión debajo el edificio y alrededor de la línea de alcantarillado, lo que prolongó la evacuación. La evacuación duró hasta que el edificio reabrió el 8 de mayo de 2013